# Rapsodia Valenciana (Penella)
Rapsodia Valenciana is een compositie voor harmonieorkest van de Spaanse componist Manuel Penella Moreno.